# Improperia
Improperia (łac. skargi, wyrzuty, narzekania) – antyfony śpiewane podczas liturgii Wielkiego Piątku we wszystkich historycznych kościołach chrześcijańskich, m.in. katolickim i luterańskim. W Kościele katolickim wykonywane są podczas Adoracji Krzyża w Wielki Piątek.

## Treść Improperiów
Rozpoczynają się od parafrazy słów z Księgi Micheasza:

Ludu mój, cóżem ci uczynił? Czym ci się uprzykrzyłem? (Mi 6,3).

W następujących werestach Jezus, wisząc na krzyżu, ubolewa nad odrzuceniem przez naród wybrany. Teksty zestawiają dobrodziejstwa wyświadczone Izraelowi przez cierpiącego Zbawiciela z ludzką niewdzięcznością. Przytaczane są nawiązania do tekstów ze Starego Testamentu, odnoszących się do historii Narodu Wybranego w czasie wyjścia z Egiptu i przejścia do Ziemi Obiecanej i licznych dobrodziejstw od Boga, których doświadczył wówczas lud Izraela, oraz odniesienia do ofiary Mesjasza i zadanych Mu cierpień przez niewdzięczny lud, opisanych w Ewangeliach.
Odpowiedzią zgromadzenia wiernych po trzech pierwszych wersetach jest Trisagion – wołanie do Boga o zmiłowanie. Po kolejnych powtarza się Ludu mój, ludu.

## Opracowania muzyczne
Najstarsze opracowania muzyczne Improperiów prezentuje chorał gregoriański. Na przestrzeni wieków improperia były opracowywane przez licznych kompozytorów. Najbardziej znane, autorstwa Giovanniego Pierluigiego da Palestriny i Tomása Luisa de Victorii, powstały w epoce Renesansu. Palestrina skomponował swoje Improperia w roku 1560, zaś papież Pius IV nakazał ich wykonanie w Kaplicy Sykstyńskiej, gdzie co roku wciąż można je usłyszeć w Wielki Piątek.
Na gruncie polskim Improperia reprezentuje m.in. staropolska pieśń Ludu, mój ludu (parafraza poetycka Improperiów), motet Stanisława Moniuszki Ecce lignum crucis, a współcześnie – Popule meus Mariana Sawy czy Pawła Łukaszewskiego. 